# マイケル・フィンク
エドワード・マイケル・フィンク（Edward Michael "Mike"/"Spanky" Fincke、1967年3月14日-）は、アメリカ合衆国の宇宙飛行士である。現在、宇宙滞在時間のアメリカ合衆国記録（381.6日間）を保持している。ペンシルバニア州ピッツバーグで生まれたが、郊外のエムズワースを故郷と考えている。アメリカ空軍の軍人でもあり、フライトエンジニア、船長として国際宇宙ステーションを2度訪れた。スペースシャトルのミッションSTS-134ではミッションスペシャリストを務めた。フィンクは日本とロシアに精通している。レニータ・サイキアと結婚しており、1人の息子と2人の娘がいる。
フィンクは382日間を宇宙で過ごした。これはアメリカ人としては最長で、全体でも19番目である。ロシア製のオルラン宇宙服及びアメリカ製のEMUを着用して、9度の船外活動を行った。その合計時間は48時間37分に及び、これは全体で6番目の記録である。

## 教育
フィンクは1985年にペンシルバニア州スイークレイのスイークレイアカデミーを卒業した。アメリカ空軍の予備役将校訓練課程奨学金を得て、1989年にマサチューセッツ工科大学を卒業した。大学では航空学、宇宙航行学、地球化学、大気学、惑星科学を専攻した。1990年にはスタンフォード大学で航空学及び宇宙航行学、2001年にはヒューストン大学クレアアーク校から惑星地質学の修士号を得た。また、カリフォルニア州トーランスのエルカミーノ・カレッジにも通い、日本と地質学について学んだ。

## キャリア
1989年にマサチューセッツ工科大学を卒業した直後、フィンクはモスクワ航空研究所の夏期交流事業に参加し、そこで宇宙航行学を学んだ。1990年にスタンフォード大学を卒業した後、フィンクはアメリカ空軍に入り、ロサンゼルス空軍基地にある宇宙・ミサイルシステムセンターに配属された。1994年、エドワーズ空軍基地のアメリカ空軍テストパイロット学校を修了後、エグリン空軍基地の第39飛行試験団に配属され、F-16やF-15の様々な試験飛行に参加した。1996年1月には、日本の航空自衛隊岐阜基地にある防衛装備庁の岐阜試験場でXF-2の開発に携わった。2005年時点で、フィンクは30以上の異なった航空機で800時間以上の飛行を経験し、階級は大佐であった。フィンクは、アメリカ地質学会及び英国惑星間協会に所属している。

## NASAでのキャリア
フィンクは1996年4月にアメリカ航空宇宙局によって宇宙飛行士の候補に選ばれ、8月からジョンソン宇宙センターで2年間の訓練と評価を受けたと言われている。フィンクは、国際宇宙ステーションの管制やロシアでの乗組員試験サポートチームとして働いた。
1999年7月、フィンクは、国際宇宙ステーションの第4次長期滞在のバックアップ乗組員として選ばれた。さらに第6次長期滞在のバックアップ乗組員としても選ばれ、ロシアのソユーズ宇宙船のフライトエンジニアになる資格を得た。NASAのExtreme Environment Mission Operations (NEEMO 2)ミッションでは機長を務め、2002年5月に7日間を水中で過ごした。

### 第9次長期滞在

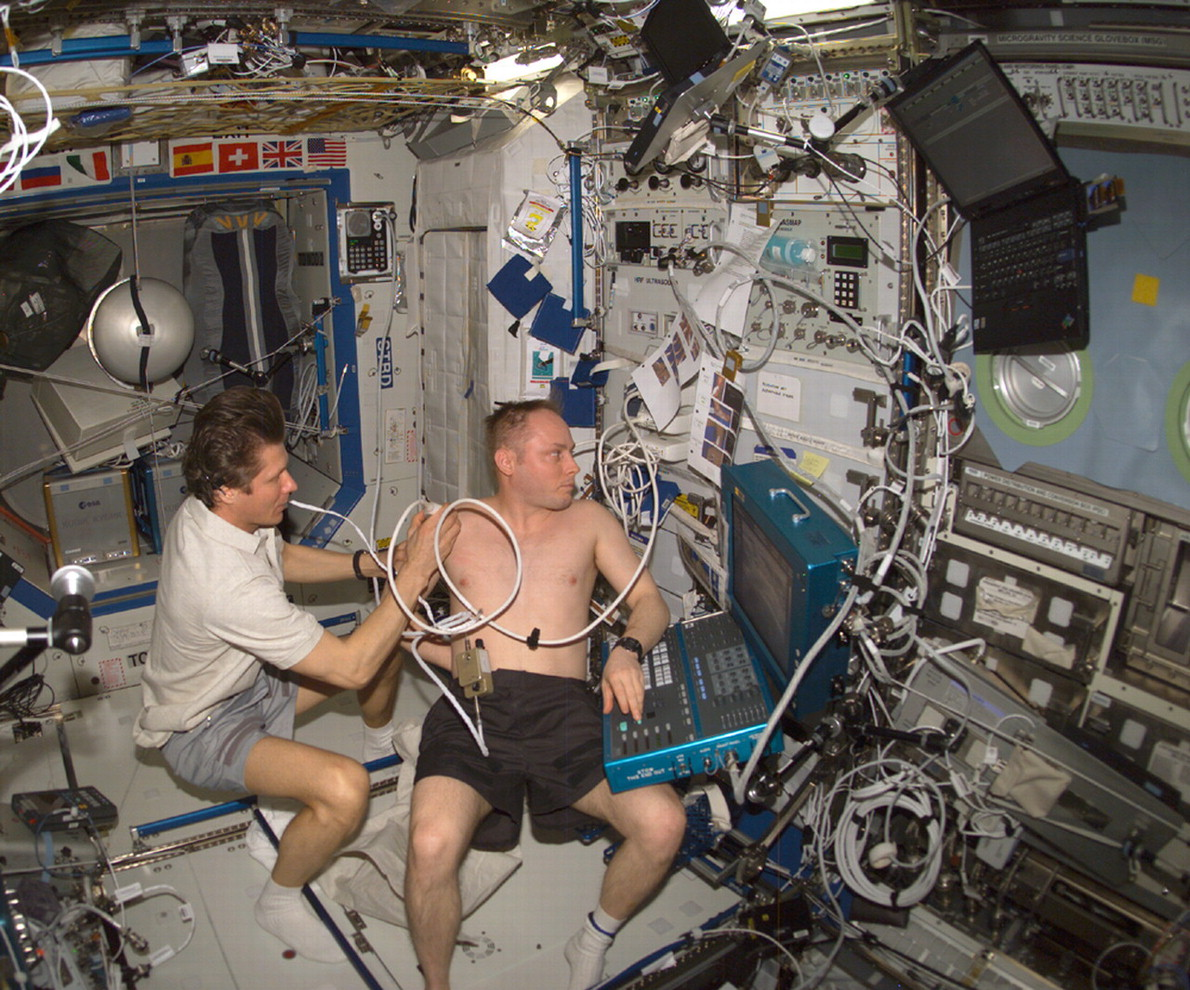
フィンクに超音波診断を行うゲンナジー・パダルカ

フィンクは、2004年4月18日から10月23日までの第9次長期滞在でフライトエンジニアを務めた。第9次長期滞在の乗組員は、カザフスタンのバイコヌール宇宙基地からソユーズTMA-4で打ち上げられ、4月21日に国際宇宙ステーションにドッキングした。フィンクは国際宇宙ステーションで6ヵ月を過ごし、科学実験の継続やシステムのメンテナンス、4度の船外活動を行った。2004年10月23日にステーションを離れ、カザフスタンに着陸して第9次長期滞在は終了し、フィンクは187日と21時間17分の初のミッションを終えた。そのうち4度の船外活動は、合計15時間45分22秒に達した。
フィンクは、第13次長期滞在及び第16次長期滞在では船長のバックアップを務めた。

### 第18次長期滞在

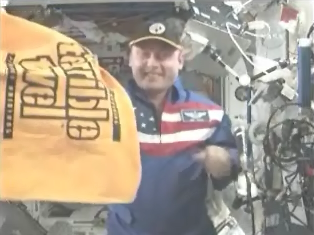
ピッツバーグ・スティーラーズの応援タオルを持つフィンク

フィンクは、第18次長期滞在で船長を務めた。彼はユーリ・ロンチャコフ及び宇宙旅行客のリチャード・ギャリオットとともに、2008年10月14日にソユーズTMA-13で国際宇宙ステーションに到着した。リチャード・ギャリオットの滞在中、フィンクは個人の時間を、（ユーリ・ロンチャコフ、グレゴリー・シャミトフ、リチャード・ギャリオットとともに）宇宙で撮影された最初のSF映画である"Apogee of Fear"の撮影に当てた。2009年4月8日、フィンク、ロンチャコフと宇宙旅行客のチャールズ・シモニーは、ソユーズTMA-13で地球に帰還した。
フィンクと船長を交代したのは、第9次長期滞在で仕えたゲンナジー・パダルカであった。

### STS-134
フィンクは、STS-134で初めてスペースシャトルに搭乗し、ミッションスペシャリストを務めた。フィンクはこのミッションで、26時間12分に及ぶ船外活動を行い、合計の時間は48時間37分となり、歴代第6位の長さとなった。

## 俳優としての活動
- スタートレック:エンタープライズに同僚の宇宙飛行士テリー・バーツとともに出演した[5]。
- スタートレック ファーストコンタクトのブルーレイ版では、宇宙での活動がどのようなものか、宇宙旅行に対する人々の考えにスタートレックがどのような影響を及ぼしたかを語った。
- ザ・ウィグルスの2006年のビデオWiggle Around the Clockに宇宙服姿で出演した[6]。
- アニメArthurの第14話"Buster Spaces Out"で、自身の声を当てた[7]。
- リチャード・ギャリオットの宇宙旅行を元にしたドキュメンタリー"Man on a Mission: Richard Garriott's Road to the Stars"に同僚宇宙飛行しとして出演した。